# Алвдал
Алвдал (норв. Alvdal) — коммуна в губернии Хедмарк в Норвегии. Административный центр коммуны — город Алвдал. Официальный язык коммуны — нейтральный. Население на 2007 год составляло 2413 чел. Площадь — 942,54 км², код-идентификатор — 0438.

## История населения
Население за последние 60 лет.